# Daeg Faerch
Daeg Faerch é um ator dinamarquês-canadense.
Em 2008, ele atuou em Hancock, mas a notabilidade só veio com Halloween (2007), um remake do famoso thriller de terror, onde Faerch interpretou o famoso personagem Michael Myers quando criança.
Em Halloween, o ator fez suas próprias cenas de ação e recebeu boas críticas e avaliações por sua atuação. Embora Faerch tivesse sido escolhido para continuar interpretando Michael Myers na sequência Halloween II, mais tarde ele foi substituído por outro ator, por ter crescido muito.
Faerch também atuou no filme Dark Mirror e na série de televisão Pushing Daisies.
Cônjuge Heather Faerch (2017)